# تنسنت ویدئو
تنسنت ویدئو (انگلیسی: Tencent Video; چینی: 腾讯视频; پین‌یین: Téngxùn Shìpín) یک وبگاه رسانه جاری چینی متعلق به تنسنت است. تا مارس ۲۰۱۹، این وبگاه بیش از ۹۰۰ میلیون کاربر فعال ماهانه و ۸۹ میلیون مشترک وی‌آی‌پی داشته‌است. نسخهٔ بین‌المللی تنسنت ویدئو، وی‌تی‌وی (WeTV) است که در سال ۲۰۱۸ بنیان‌گذاری شد.